# Wilhelm Kalteysen

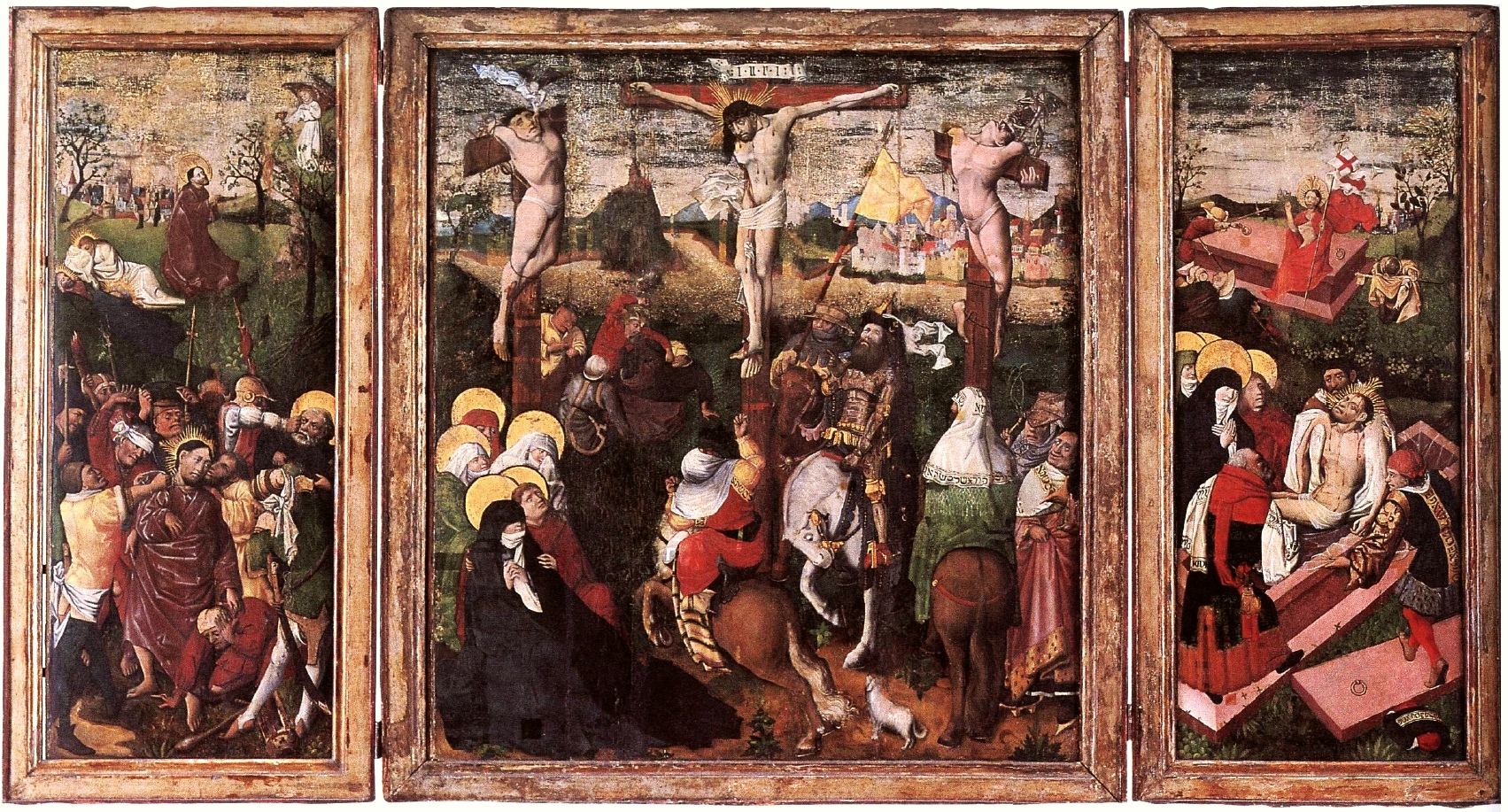
Tryptyk Ukrzyżowania, ok. 1450, Muzeum Narodowe w Warszawie

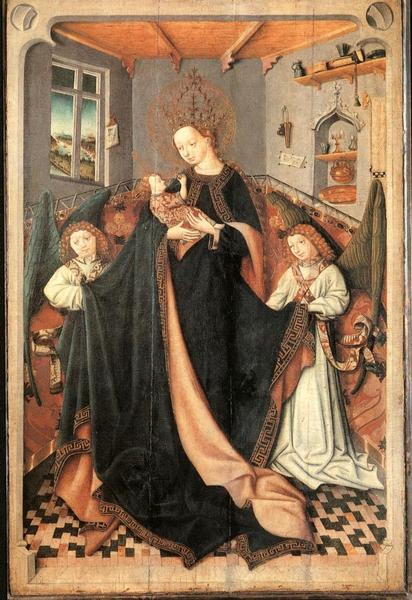
Madonna w komnacie, ok. 1450, Muzeum Narodowe we Wrocławiu

Wilhelm Kalteysen z Akwizgranu (ok. 1420, zm. po 1496) – mistrz malarski czynny we Wrocławiu.
Wykształcony zapewne w Akwizgranie, Kolonii i Niderlandach. Być może przebywał w Norymberdze, gdzie mógł zapoznać się z twórczością Mistrza Ołtarza Tucherów. Około 1445 przybył do Wrocławia. W 1447 wykonał Ołtarz Świętej Barbary. W latach 1451–1453/54 wraz z pomocnikami namalował ołtarz główny dla kościoła św. Jakuba w Nysie. W latach 1464–1466 ozdobił organy kościoła Augustianów w Kłodzku. W 1496 został wpisany do księgi przyjęć do prawa miejskiego we Wrocławiu. Jego wnuczka Justyna była żoną malarza i rzeźbiarza Jakoba Beinharda starszego.
Twórczość Wilhelma Kalteysena wprowadziła na Śląsku stylistykę niderlandzkiego realizmu, oddziaływała także na Wielkopolskę i Małopolskę.
Z kręgiem oddziaływania mistrza Wilhelma jest związany obraz Madonna w komnacie.

## Literatura
- Szewczyk A., Witkowski J., Wilhelm Kalteysen z Akwizgranu, [w:] Encyklopedia Wrocławia, pod red. Jana Harasimowicza, Wrocław 2006, s. 595.